# Present simple
Present Simple є однією з форм дієслова, пов’язаних із теперішнім часом у сучасній англійській мові. Його зазвичай називають часом, хоча він також кодує певну інформацію про аспект на додаток до теперішнього часу. Простий теперішній час є найпоширенішою дієслівною формою в англійській мові, на яку припадає більше половини дієслів у розмовній англійській мові. 
Його називають «простим», оскільки його основна форма складається з одного слова (наприклад, write або writes), на відміну від інших форм теперішнього часу, таких як present continuous (is writing) і present perfect (has writing). Майже для всіх англійських дієслів простий теперішній час ідентичний формі основи (словниковій формі) дієслова, за винятком випадків, коли підмет є третьою особою однини, у цьому випадку додається закінчення -(e)s. Є кілька дієслів із неправильними формами, найпомітнішою з яких є зв’язка be, яка має прості форми теперішнього часу am, is та are....

## Сполучення
Для займенників I, you, we, they немає модифікації для дієслів.
До займенників he, she, it додається суфікс за такими правилами:
До дієслів, які закінчуються на -o, -ch, -sh, -s, -x або -z, додається суфікс -es.
Приклади:
- Go – Goes
- Catch – Catches
- Wash – Washes
- Kiss – Kisses
- Fix – Fixes
- Buzz – Buzzes

Дієслова, які закінчуються на приголосну + у, буква у замінюється суфіксами -ies.
Приклади:
- Marry – Marries
- Study – Studies
- Carry – Carries
- Worry – Worries

В інших випадках додається суфікс -s.
Приклади:
- Play – Plays
- Enjoy – Enjoys
- Say – Says

І особлива ситуація трапляється з дієсловом «to have», у якому літери ve опущені перед додаванням s.
приклад:
- have – has

## Формування
Основна форма простого теперішнього часу така ж, як і основна форма дієслова, якщо підмет не є третьою особою однини, у цьому випадку використовується форма з додаванням -(e)s.
Слово зв’язка be має неправильні форми: am (перша особа однини), is (третя особа однини) і are (друга особа однини та всі особи множини). Модальні дієслова (can, must тощо) мають лише одну форму без додавання -s для третьої особи однини.

### Заперечення
Present simple лексичних дієслів має розширену форму, яка використовує do (або does, у вказівному відношенні третьої особи) як допоміжне дієслово. Це використовується, зокрема, при формуванні запитань та інших речень, які вимагають інверсії, заперечених речень з not і речень, які вимагають наголосу. Для дієслів (допоміжних і сполучних), які не утворюють цю форму, а також про утворення та використання скорочених форм, таких як 's, isn't і don't.

## Використання
Посилатися на дію чи подію, яка відбувається зазвичай. З іншого боку відзначати звички, факти та загальні реалії, повторювані дії чи незмінні ситуації, емоції та бажання.  Такі вживання часто супроводжуються частотними прислівниками та прислівниковими фразами, такими як завжди, іноді, часто, зазвичай, час від часу, рідко та ніколи. 
Приклади:
- I always take a shower.
- I never go to the cinema.
- I walk to the pool.
- He writes for a living.
- She understands English.

Це протиставляється теперішньому прогресивному (present continuous), який використовується для позначення чогось, що відбувається в даний момент: I am walking now.
Зі стативними дієсловами в значеннях, які не використовують прогресивний аспект, для позначення поточного або загального стану, тимчасового, постійного чи звичного;
- You are happy.
- I know what to do.
- A child needs its mother.
- I love you.

Простий теперішній час також використовується для констатації фактів:
- The earth revolves around the sun.
- A king beats a jack
- Many Americans drink coffee in the morning.

Так само його можна використовувати, коли цитуєте когось або щось, навіть якщо ці слова були сказані в минулому:
Для позначення окремої завершеної дії, наприклад, у переказі подій історії в теперішньому часі, а також у таких контекстах, як газетні заголовки, де він замінює теперішній досконалий час:
Іноді для посилання на організовану майбутню подію, зазвичай із посиланням на час:
У багатьох залежних реченнях, що стосуються майбутнього, особливо реченнях умови, реченнях, що виражають місце та час, і багатьох відносних реченнях.
Простий теперішній час також використовується в нульових умовних реченнях в обох частинах речення. 
У розмовній англійській мові зазвичай використовують can see, can hear для теперішнього часу see, hear тощо, і have got для теперішнього часу have (що позначає володіння).